# Eleni Ioannou (Judoka)
Eleni Ioannou (griechisch Ελένη Ιωάννου, * 13. Januar 1984 in Athen; † 24. August 2004 ebenda) war eine griechische Judoka.
Ioannou wurde dreimal griechische Meisterin und sollte 2004 bei den Olympischen Sommerspielen in Athen im Schwergewicht antreten.
Sie starb jedoch zuvor an den Folgen eines Unfalls, bei dem sie von einem Balkon stürzte.